# Kohautia platyphylla
Kohautia platyphylla är en måreväxtart som först beskrevs av Karl Moritz Schumann, och fick sitt nu gällande namn av Cornelis Eliza Bertus Bremekamp. Kohautia platyphylla ingår i släktet Kohautia och familjen måreväxter. Inga underarter finns listade i Catalogue of Life.